# Zip2
Zip2 war ein Unternehmen, das Zeitungen Online-Stadtführer-Software zur Verfügung stellte und lizenzierte. Das Unternehmen wurde 1995 als Global Link Information Network gegründet. Zunächst bot Global Link lokalen Unternehmen eine Internetpräsenz an. Am 15. August 1996 wurde das Unternehmen in Zip2 umbenannt und im Jahr 1999 vom Computerhersteller Compaq Computer aufgekauft.

## Geschichte
Global Link Information Network wurde 1995 von den Brüdern Elon und Kimbal Musk und Greg Kouri (†) in Palo Alto, Kalifornien, gegründet. In Ashlee Vances Biographie von Elon Musk wird behauptet, dass der Vater der Musks, Errol Musk, ihnen in dieser Zeit 28.000 US-Dollar zur Verfügung stellte, aber Elon Musk leugnete dies später. Später stellte er klar, dass sein Vater im Rahmen einer späteren Finanzierungsrunde rund 10 % von 200.000 US-Dollar zur Verfügung stellte.
Zunächst bot Global Link lokalen Unternehmen eine Internetpräsenz an, indem sie ihre Dienste mit Suchenden verknüpften und Wegbeschreibungen bereitstellten. Elon Musk kombinierte eine kostenlose Navteq-Datenbank mit einer Palo-Alto-Geschäftsdatenbank, um das erste System zu erstellen.
1996 erhielt Global Link Investitionen in Höhe von 3 Mio. US-Dollar von Mohr Davidow Ventures und änderte offiziell seinen Namen in Zip2. Davidow Ventures änderte die grundlegende Strategie von Zip2 von lokalisierten Direkt- über Geschäftsverkäufe bis hin zum Verkauf nationaler Back-End-Softwarepakete an Zeitungen, um eigene Verzeichnisse zu erstellen. Elon Musk wurde zum Chief Technology Officer ernannt und Rich Sorkin zum Chief Executive Officer. Zip2 markierte „We Power the Press“ als offiziellen Slogan und wuchs weiter. Zip2 schloss Verträge mit der New York Times, Knight Ridder und Hearst Corporation, und seine Zusammenarbeit mit Zeitungen machte es zu einem wichtigen Bestandteil der „Antwort der US-Zeitungsindustrie auf die Online-Stadtführer-Industrie“, so der Editor & Publisher.
Bis 1998 hatte das Unternehmen mit etwa 160 Zeitungen zusammengearbeitet, um Reiseführer für Städte zu entwickeln, entweder lokal oder in vollem Umfang. Laut dem Vorsitzenden und Gründer Elon Musk führten zwanzig dieser Zeitungen zu umfassenden Stadtführern. Die New York Times berichtete, dass Zip2 Zeitungen neben ihrem Kernangebot auch ein Online-Verzeichnis, einen Kalender und eine E-Mail-Adresse zur Verfügung stellte.

## Produkte
Zip2 ermöglichte eine Zweiwegekommunikation zwischen Nutzern und Werbetreibenden. Benutzer konnten Werbetreibende benachrichtigen und Nachrichten an deren Faxgerät weiterleiten lassen. Ebenso konnten Werbetreibende ein Fax versenden und Benutzer sich dieses Fax mit bestimmten URLs anzeigen lassen.
Ein Zip2-Produkt hieß „Auto Guide“. AutoGuide verband Online-Zeitungsanwender mit lokalen Händlern oder privaten Autohändlern.

## Fusions- und Übernahmeversuche
Im April 1998 versuchte Zip2, mit CitySearch, seinem Hauptkonkurrenten, zu fusionieren. Während Musk die Fusion zunächst unterstützte, überredete er den Verwaltungsrat, nicht damit fortzufahren. Der New York Times zufolge nannten die beiden Unternehmen „Unvereinbarkeiten in Kultur und Technologie“ als Grund für das Scheitern des Zusammenschlusses.
Im Februar 1999 zahlte Compaq Computer 305 Millionen US-Dollar, um Zip2 zu erwerben. Elon und Kimbal Musk, die ursprünglichen Gründer, erhielten 22 Millionen bzw. 15 Millionen US-Dollar. Das Unternehmen wurde gekauft, um die Websuchmaschine AltaVista von Compaq zu verbessern.